# Битка код Степа
Битка код Степа одиграла се 13. октобра 1213. године између снага војводе од Брабанта и Лјешке Кнежевине.
Степ је равница северозападно од Лијежа, Белгија. Феудална војска Анрија I, војводе од Брабанта, продрла је у Лјешку Кнежевину и избила у Ебе, област вододелнице између реке Маса и реке Шелде и ту наишла на општи отпор становништва. Рат се више није водио само између феудалних кнежева већ је и отпор маса дошао до изражаја. Наишавши на добро утврђен Лијеж који није могао изненадити препадом, Анри се морао повући до Монтнакена у равници Степа. Тамо је лијешка војска, састављена углавном из градских милиција (од 500 витезова одазвало се само 15), појачана фламанским феудалним контингентима из грофовије Лоза поразила брабантске снаге.